# Бомбардировщик
Бомбардиро́вщик — военный самолёт, предназначенный для поражения наземных, подземных, надводных, подводных объектов средствами бомбового и/или ракетного вооружения.

## История развития

### Появление бомбардировщика
Первые попытки применения аэропланов против наземных целей были предприняты ещё до Первой мировой войны. Первоначально вместо бомб использовались металлические дротики (стрелки или так называемые флешетты) размером чуть больше карандаша. Их сбрасывали с самолёта на пехоту и кавалерию противника. Стрела весом 30 граммов пробивала 150 миллиметровый деревянный брусок.
Создателем авиационной бомбы можно назвать итальянского лейтенанта Карло Ципелли, который провёл много экспериментов с прообразами авиационных бомб. Главной задачей было создать взрыватель, который бы срабатывал в наиболее подходящий момент. Опыты с гранатами, оснащенными взрывателями различных типов, стоили жизни самому изобретателю.
Первое в истории бомбометание в боевых условиях совершил итальянский летчик лейтенант Гавотти. 1 ноября 1911 во время итало-турецкой войны он сбросил 4 бомбы весом по 4,4 фунта (1,8 кг) на турецкие войска в Триполи. В дальнейшем итальянцы стали использовать 10 кг бомбы, снаряжённые готовыми поражающими элементами — шариками от картечи.
До начала мировой войны в конкурсах аэропланов появились «бомбардировочные» требования к проектам боевых самолётов. В частности на конкурсе 1912 года в Российской Империи регламентировалось, чтобы аэроплан предоставлял «наибольшие удобства для обращения с огнестрельным оружием и бросания бомб».

### Первая мировая война
В начале войны бомбардировка с аэропланов была скорее мерой устрашения. Роль бомбардировщиков выполняли лёгкие разведывательные самолёты, пилоты которых брали с собой несколько небольших бомб. Сбрасывали их вручную, целясь на глаз. Такие налеты носили случайный характер и не согласовывались с действиями наземных войск. Первую бомбардировку Парижа провёл 30 августа 1914 года лейтенант Фердинанд фон Хиддесен с самолёта Rumpler 3C, сбросив 4 ручные гранаты. В результате атаки погибла одна женщина. 4 ноября 1914 года экипаж Gotha LE2 в составе пилота лейтенанта Каспара и оберлейтенанта Рооса совершили первый налет на территорию Англии, сбросив две бомбы на Дувр.
В отличие от аэропланов дирижабли в начале мировой войны уже были грозной силой. Наиболее мощной воздухоплавательной державой была Германия, обладавшая 18 дирижаблями. Немецкие дирижабли могли преодолеть со скоростью 80-90 км/ч расстояние в 2-4 тыс. км и обрушить на цель несколько тонн бомб. Например, 14 августа 1914 в результате налета одного немецкого дирижабля на Антверпен было полностью разрушено 60 жилых домов, ещё 900 повреждено. Однако уже к сентябрю 1914 года, потеряв 4 аппарата, немецкие дирижабли перешли только на ночные операции. Огромные и неповоротливые, они были совершенно беззащитны сверху, к тому же были наполнены крайне пожароопасным водородом. Очевидно, что им на смену неизбежно должны были прийти более дешёвые, маневренные и устойчивые к боевым повреждениям летательные машины.
21 ноября 1914 года четыре лёгких разведчика ВВС Великобритании Avro 504 нанесли удар по немецкой базе дирижаблей в Фридрихсхавене, при этом был потерян один самолёт. В Англии этот налет считают первым боевым применением бомбардировочной авиации.
Первым полноценным бомбардировщиком стал российский «Илья Муромец» — четырёхдвигательный аппарат, созданный Игорем Сикорским в 1913 году. 21 декабря 1914 года всех «Муромцев», оснастив бомбардировочным вооружением, свели в единое подразделение — «Эскадру воздушных кораблей», — которое стало первым в мире подразделением тяжёлых бомбардировщиков. Бомбы размещались как внутри самолёта (вертикально вдоль бортов), так и на внешней подвеске. Также самолёт оснастили оборонительным пулемётным вооружением. К 1916 году бомбовая нагрузка самолёта возросла до 800 кг, а для сброса бомб был сконструирован электросбрасыватель. В 1917 году «Илья Муромец» был оснащен 8 пулемётами и малокалиберной пушкой, имел бронирование и протектированные топливные баки.
Первые многомоторные бомбардировщики появились в других странах лишь в 1916 году. Все они в той или иной степени были похожи на «Илью Муромца». Первыми германскими бомбардировщиками стали самолёты фирмы Gotha — G-III, G-IV — с грузоподъёмностью не более 300 кг бомб. Однако уже следующий самолёт этой фирмы — G-V — брал на борт 1000 кг бомб. Занялась разработкой бомбардировщиков и фирма Цеппелин, которая создала в 1917 году Цеппелин-Штаакен R-VI с бомбовой нагрузкой до 1800 кг. Они позволили использовать тяжелые бомбы большой разрушительной силы. Так 8 марта 1918 года на Лондон была сброшена 1000 кг фугасная бомба. До конца войны было изготовлено 17 таких самолётов. В Англии бомбардировщики появились только в 1917 году, когда фирма «Хендли-Пейдж» выпустила двухмоторный самолёт 0/400. С апреля 1917 года эти машины участвовали в налетах на Германию. Следует также упомянуть удачный английский бомбардировщик Виккерс «Вими», первый полёт которого состоялся в ноябре 1917 года.
Первый бомбардировщик в США был построен основоположником американского авиастроения Гленом Мартином. Самолёт Мартин MB-1 впервые поднялся в воздух 17 августа 1918 года.

### Межвоенный период
После войны развитие бомбардировщиков, как класса военно-воздушной техники и бомбардировочной авиации, замедлилось: в России произошла революция и началась Гражданская война, побежденным Германии и Австрии было запрещено развивать военную авиацию, а ведущие западные страны сосредоточились на построении системы ограничения гонки вооружений и преодолении экономического кризиса. Тем не менее авиация продолжала развиваться. Основными качествами бомбардировщиков считались грузоподъёмность и дальность полёта. Скорости не придавалось значения: от истребителей многомоторные самолёты должны были защитить многочисленные пулемётные установки. Строгие требования выдвигались к взлёту и посадке на плохо оборудованные аэродромы.
Развивалась и теория тактико-боевого применения бомбардировщика. В 1920-е годы итальянский генерал Джулио Дуэ опубликовал ряд статей о ведущей роли авиации (точнее бомбардировочной авиации), которая будет способна ударами по государственным и экономическим центрам решить исход войны. (Джулио Дуэ практические сформулировал концепцию применения стратегической бомбардировочной авиации, которую во время второй мировой войны применяли практически все крупнейшие державы Антигитлеровской коалиции и, в особенности, США и Великобритания.)
До конца 20-х годов в бомбардировочной авиации господствовала бипланная схема: бипланная коробка из деревянных крыльев, неубираемое шасси, открытые пулемётные установки. Таковыми являлись: французский LeO-20, английские «Вирджиния» и «Хейфорд» и многие другие самолёты. Уже в 1925 году в СССР совершил первый полёт ТБ-1 (АНТ-4) — первый многомоторный серийный цельнометаллический бомбардировщик-моноплан со свободнонесущим крылом. Эти решения в конструкции бомбардировщиков стали классическими. С ТБ-1 связано много интересных экспериментов: в 1933 году состоялись опытные старты с пороховыми ускорителями, в 1933—1935 годах проводились опыты по дозаправке в воздухе, также ТБ-1 использовался в составном звене: к бомбардировщику подвешивались два истребителя И-16.
22 декабря 1930 года в воздух поднялся другой выдающийся самолёт ТБ-3, на котором было установлено несколько мировых рекордов. Он стал первым в мире серийным четырёхмоторным бомбардировщиком-монопланом. ТБ-3 выпускался с 1932 по 1937 год, принимал участие в боях на Халхин-Голе в 1939, Советско-финской войне и начальном периоде Великой Отечественной. На протяжении всей войны самолёт использовался в качестве военно-транспортного.
Цельнометаллические самолёты Германии и СССР до начала 1930-х годов были покрыты гофрированной обшивкой из алюминиевых сплавов, придававшей ей необходимую прочность. Однако гофр увеличивал площадь поверхности самолётов и тем мешал развивать скорости свыше 200 км/ч. Поэтому они имели неубирающиеся шасси и открытые кабины лётчиков и стрелков. Развитие ПВО заставило пересмотреть требования к бомбардировочной авиации.
Первым бомбардировщиком с закрытыми кабинами лётчиков и стрелка, внутренним размещением бомб, убирающимся шасси и гладкой обшивкой стал созданный в 1933 году американский двухмоторный Мартин B-10. С середины 30-х двухмоторные бомбардировщики нового поколения стали строиться во всех странах-производителях авиационной техники. Среди всего многообразия двухмоторных бомбардировщиков можно выделить два основных типа: «дальний» (более грузоподъёмный) и «скоростной» (превосходящий первый в скорости, но уступающий в грузоподъёмности и дальности). Типичным «дальним» бомбардировщиком был созданный в 1936 году советский ДБ-3 (Ил-4). Представителями «скоростных» бомбардировщиков были советский СБ (1934 г.) и английский Bristol Blenheim (1935 г.), которые превосходили по скорости многие современные им истребители.
В условиях ограничений Версальского мирного договора 1919 германские авиаконструкторы строили пассажирские самолёты с учётом их последующей трансформации в боевые. Такими бомбардировщиками были Ju-86 и He-111, ставшие основными бомбардировщиками люфтваффе.
Прогресс в авиастроении позволил также строить тяжёлые четырёхмоторные самолёты, не уступающие по скорости «скоростным» двухмоторным бомбардировщикам. Это достигалось за счёт установки мощных и лёгких двигателей с наддувом, внедрения винтов изменяемого шага, увеличения нагрузки на крыло благодаря использованию посадочной механизации крыла, уменьшения коэффициента лобового сопротивления и улучшения аэродинамического качества самолёта благодаря использованию гладкой обшивки, плавных обводов фюзеляжа и «тонкому» крылу. Первым тяжёлым бомбардировщиком нового поколения стал четырёхмоторный Боинг B-17. Опытный самолёт поднялся в воздух 28 июля 1935 года.
27 декабря 1936 года начались испытания советского четырёхмоторного бомбардировщика ТБ-7 (АНТ-42 или Пе-8). Первоначально в задании на новый советский тяжёлый бомбардировщик была указана скорость в 250 км/ч и бомбовая нагрузка 10 тонн. Спустя три года требуемую скорость увеличили до 400 км/ч, а бомбовую нагрузку сократили до 2 тонн, при этом потолок новой машины должен был быть 12 000 м. Однако для достижения заданного потолка конструкторам пришлось разместить в фюзеляже самолёта пятый двигатель, который приводил в действие мощный компрессор для снабжения основных двигателей воздухом.
В 1939 году четырёхмоторные бомбардировщики нового поколения появились в Италии — Пьяджо P.108 и Великобритании — «Галифакс» и «Стирлинг».
Одновременно с совершенствованием «классического» бомбардировщика в 1930-е годы появился новый тип самолёта — «пикирующий бомбардировщик». Наиболее известные пикирующие бомбардировщики — Юнкерс Ю 87 и Пе-2.

### Вторая мировая война
Всего в боях участвовали бомбардировщики около 100 различных моделей. Наибольшее разнообразие моделей было в классе двухмоторных бомбардировщиков. Они условно делились на «фронтовые» и «дальние». Первые наносили удары на глубину 300—400 км от линии фронта и по переднему краю обороны противника, вторые совершали рейды в тыл неприятеля. Среди фронтовых бомбардировщиков можно выделить советский Пе-2, английский De Havilland Mosquito, американские Douglas A-20 Havoc, Martin B-26 Marauder, Douglas A-26 Invader. К дальним относятся советский Ил-4, английский Vickers Wellington, американский North American B-25 Mitchell, германские Heinkel He 111 и Юнкерс Ю 88.
В боевых действиях для поддержки сухопутных войск использовали и одномоторные бомбардировщики: Fairey Battle, Су-2, Junkers Ju 87 и т. д. Как показала практика, они эффективно действовали лишь в условиях господства в воздухе своей авиации, а также при ударах по слабозащищенным зенитной артиллерией объектам. В результате к концу войны производство лёгких одномоторных бомбардировщиков было в целом свёрнуто.
В отличие от Германии и СССР, где в первую очередь развивалась фронтовая авиация, в США и Великобритании большое внимание уделялось развитию тяжёлых четырёхмоторных бомбардировщиков, способных массированными ударами разрушить экономические центры противника и дезорганизовать его промышленность. С началом войны в Великобритании принимается на вооружение Авро «Ланкастер», ставший основным тяжёлым самолётом Бомбардировочного командования Королевских ВВС (RAF).
Основу американской дальней тяжёлой бомбардировочной авиации составляли Боинг B-17 «Флайнг Фортресс» («Летающая крепость») — самый скоростной и высотный бомбардировщик в мире на начало войны и Консолидейтед B-24 Liberator («Освободитель»). Несмотря на то, что он уступал B-17 в скорости и потолке, технологичность его конструкции позволяла наладить производство отдельных узлов самолёта на заводах неавиационного профиля. Так, на автомобильных заводах корпорации «Ford Motor Company» выпускали фюзеляжи для этих бомбардировщиков.
Вершиной в развитии тяжёлых поршневых бомбардировщиков стал «Boeing B-29 Superfortress», созданный в 1942 году под руководством конструктора А. Джорданова. Мощные двигатели и совершенная аэродинамика обеспечивали самолёту скорость до 575 км/ч, потолок 9700 м и дальность 5000 км с 4000 кг бомб. Он стал первым носителем ядерного оружия: 6 августа 1945 года бомбардировщик с собственным именем «Энола Гей» сбросил атомную бомбу на японский город Хиросима, а 9 августа ядерной бомбардировке подвергся город Нагасаки.
С 1944 года в боевых действиях участвовала реактивная бомбардировочная авиация. Первым реактивным истребителем-бомбардировщиком стал Me-262A2 — бомбардировочная модификация первого реактивного истребителя, созданного в 1942 году в Германии. Me-262A2 нёс две 500 кг бомбы на наружной подвеске. Первый реактивный бомбардировщик Ar-234 также был построен в Германии. Его скорость составляла 742 км/ч, боевой радиус действия 800 км, потолок 10000 м. Ar-234 мог использовать бомбы массой до 1400 кг.
Первыми носителями управляемого оружия стали немецкие бомбардировщики Do-217K, уничтожившие в 1943 году управляемыми планирующими бомбами итальянский линкор «Рома». Устаревший к концу войны бомбардировщик He-111 стал первым стратегическим ракетоносцем: с него осуществлялись запуски крылатых ракет «Фау-1» по целям на Британских островах.

## Холодная война
В конце Второй мировой войны лётные характеристики бомбардировщиков возросли настолько, что поражение их снарядами зенитных орудий стало настоящей проблемой — расход боеприпасов на поражение одного высоколетящего скоростного бомбардировщика практически сравнялся с его стоимостью. Появление же в 1945 году ядерного оружия и перспектива скорого принятия на вооружение реактивных бомбардировщиков, обладавших ещё более высокими характеристиками, требовали увеличения эффективности противовоздушной обороны до уровня, недоступного ствольной артиллерии; выходом из положения стали зенитные управляемые ракеты (ЗУР).

### Первые реактивные и турбовинтовые, межконтинентальные и сверхзвуковые бомбардировщики
В начале холодной войны бомбардировщики оказались единственными носителями ядерного оружия, что вызвало бурное развитие тяжёлой бомбардировочной авиации и массовое появление новых проектов бомбардировщиков. Но из-за сложности и дороговизны разработки тяжёлых самолётов представители первого поколения стратегических бомбардировщиков выпускались только в трёх странах: США, СССР и Великобритании. Среди этих стран наибольшее отставание было у СССР, который несмотря на формирование частей авиации дальнего действия, полноценной стратегической авиацией фактически не располагал (во время Великой Отечественной войны все силы конструкторов были брошены на усовершенствования существующих образцов техники, а опытными и экспериментальными разработками практически никто не занимался). Особенно большим было отставание в разработке авиаоборудования для стратегической авиации. В результате СССР начал создавать свою стратегическую авиацию с копирования наилучшего на тот момент бомбардировщика Б-29. Его советская копия, Ту-4, совершила первый полёт в 1947 году.
В связи с увеличением дальности полёта немного изменилась классификация бомбардировщиков: стратегическими стали называть машины обладавшие межконтинентальной дальностью порядка 10-15 тыс. км, бомбардировщики с дальностью до 10 000 км стали «дальними», иногда их называют средними (или средней дальности), а машины которые действуют в тактическом тылу противника и в прифронтовой полосе стали называться тактическими. Впрочем страны так и не ставшие обладателями бомбардировщиков с межконтинентальной дальностью продолжали называть свои дальние бомбардировщики стратегическими (пример: китайский бомбардировщик H-6, копия Ту-16). Также на классификацию бомбардировщиков серьёзное влияние оказывали взгляды руководства на их использование и строительство. Например, фронтовой бомбардировщик F-111 получил «истребительное» наименование.
Первым бомбардировщиком с межконтинентальной дальностью стал построенный в 1946 году в США «Конвейр Б-36» (Convair B-36), одновременно ставший и последним стратегическим бомбардировщиком с поршневыми двигателями. Он имел необычный внешний вид из-за комбинированной силовой установки: 6 поршневых двигателей с толкающими винтами и 4 реактивных двигателя, установленных попарно под крылом. Но даже с реактивными двигателями поршневая машина не могла развить скорость более 680 км/ч, что делало её очень уязвимой против принятых на вооружение скоростных реактивных истребителей. Несмотря на то, что по меркам современной авиации, B-36 прослужил недолго (последний бомбардировщик снят с вооружения в 1959 году) машины этого типа широко использовались в качестве летающих лабораторий.
В 1950-х годах авиаконструкторы создали машины определившие облик тяжёлого авиастроения на многие годы. Первым в этом ряду стоит упомянуть B-47 ставший первым реактивным дальним бомбардировщиком; предсерийный самолёт этого типа совершил первый полёт 25 июля 1950 года. На этой машине авиаконструкторы впервые использовали «чистое» и гибкое крыло большой стреловидности, велосипедное шасси и размещённые на пилонах под крылом двигатели. В дальнейшем такая схема размещения двигателей стала основной для тяжёлых транспортных (в том числе пассажирских) самолётов. В отличие от своих американских коллег авиаконструкторы Туполева использовали для нового дальнего реактивного бомбардировщика Ту-16 крыло с жёстким кессоном, которое имело большую живучесть, чем гибкое крыло американских самолётов. Также использовалась классическая схема размещения шасси. Первый полёт Ту-16 совершил 27 апреля 1952 года. На базе этого самолёта был создан первый флагман советской пассажирской реактивной авиации — Ту-104. Копия Ту-16 под обозначением H-6 до сих пор состоит на вооружении китайской армии.
Но ни Ту-16, ни B-47 не обладали межконтинентальной дальностью полёта, поэтому первым советским межконтинентальным бомбардировщиком с реактивной силовой установкой можно назвать 3М, совершивший первый полёт 20 января 1953 года. При его создании авиаконструктор Мясищев использовал много элементов, которые ранее в советском авиастроении не применялись (в частности, гибкое крыло большого удлинения и велосипедное шасси). Одновременно с 3М фирма Туполева разработала бомбардировщик Ту-95, совершивший первый полёт 12 ноября 1952 года и до сих пор состоящий на вооружении ВВС России. Из-за стремления Туполева использовать при разработке тяжёлых самолётов только проверенные решения Ту-95 получил проверенное на Ту-16 «классическое» шасси, «жёсткое» крыло и для достижения межконтинентальной дальности 4 турбовинтовых двигателя, так как турбореактивные двигатели на тот момент были недостаточно экономичны. В результате Ту-95 превзошёл 3М по дальности, но уступал в максимальной скорости.
Прототип первого американского межконтинентального бомбардировщика, YB-52, совершил первый полёт 15 апреля 1952 года. При создании этого самолёта фирма Боинг использовала уже опробованные на B-47 решения: гибкое крыло, двигатели на подкрыльевых пилонах и велосипедное шасси. Дозвуковой реактивный бомбардировщик B-52 на долгие годы стал основным самолётом Стратегического авиационного командования США, однако во время разработки считался «этапным» самолётом, так как считался очень уязвимым для сверхзвуковых истребителей из-за своей относительно низкой скорости. Для повышения боевой устойчивости бомбардировочной авиации американское руководство приняло решение перейти к сверхзвуковым машинам. 11 ноября 1956 года совершил первый полёт прототип бомбардировщика B-58, ставшего первым сверхзвуковым дальним бомбардировщиком. На этом самолёте авиаконструкторы использовали некоторые «истребительные» элементы. Так «жёсткое» треугольное в плане крыло было пропорционально увеличенной копией крыла перехватчика F-102. Для управления использовалась непривычная для тяжёлых самолётов «истребительная» ручка. Скорость самолёта составила 2100 км/ч, а дальность 7000 км, что было недостаточно для межконтинентального бомбардировщика, поэтому с середины 1950-х годов в США разрабатывался амбициозный проект межконтинентального сверхзвукового бомбардировщика B-70 «Валькирия».
Он должен был полностью сменить дозвуковые бомбардировщики B-52 в Стратегическом авиационном командовании. Однако эффектная демонстрация в мае 1960 года возможностей советских ЗРК по борьбе с высотными скоростными целями подтвердили опасения руководства США в уязвимости как дозвуковых, так и перспективных сверхзвуковых бомбардировщиков. В результате программа создания бомбардировщика B-70 как системы оружия была закрыта. В начале 1960-х разработки пытались возобновить, но удачные испытания межконтинентальных баллистических ракет США и дороговизна самолёта окончательно похоронили проект.
В Советском Союзе после прихода к власти Н. Хрущёва, верившего во всемогущество ракетного оружия, работы над межконтинентальными бомбардировщиками были остановлены.
Но из-за отсутствия у СССР авианосцев перед авиацией стояла задача поиска и уничтожения авианосных ударных группировок (АУГ) ВМС США, для решения которой создавались «средние» бомбардировщики-ракетоносцы. 7 сентября 1959 года совершил первый полёт прототип советского сверхзвукового дальнего бомбардировщика Ту-22. Он имел предложенную Туполевым оригинальную компоновку нигде больше не применявшуюся. Самолёт нёс «чистое» сверхзвуковое крыло и двигатели, размещённые по бокам вертикального оперения. Дальнейшим развитием концепции «противоавианосного» самолёта стал сверхзвуковой самолёт ОКБ Сухого Т-4. Отчасти это был советский ответ на «Валькирию», но в отличие от последней Т-4 не имел межконтинентальной дальности (собственно для планируемого боевого применения — поиска и уничтожения АУГ — межконтинентальная дальность Т-4 не требовалась). Большей частью из-за «политических» проблем в середине 70-х программа Т-4 была закрыта.

### Маловысотные сверхзвуковые бомбардировщики
В начале 1960-х годов руководство США пришло к выводу, что в результате возросшей эффективности советской ПВО, особенно с принятием на вооружение высотного комплекса С-75, летящие на большой высоте стратегические бомбардировщики не смогут прорваться к своим целям. С целью увеличения вероятности прорыва надо было сократить до минимума дальность обнаружения бомбардировщиков. Для решения этой задачи предлагалось снизить высоту прорыва ПВО противника с десятков тысяч до сотен метров. Все стоящие в тот момент на вооружении бомбардировщики САК США попытались модернизировать с целью придать им возможность маловысотного полёта, но несмотря на затраты ни B-52, ни B-58 не стали полноценными маловысотными машинами. В качестве временной меры на вооружение САК был принят бомбардировщик FB-111 — модификация тактического ударного самолёта F-111, совершившего первый полёт 21 декабря 1964 года. Последний изначально разрабатывался как многоцелевой истребитель ВВС и ВМС США, однако из-за чрезмерной массы от палубного варианта отказались, а сухопутный, несмотря на обозначение, был ориентирован на выполнение ударных задач. К концу 1950-х из-за оптимизации аэродинамики самолётов для возросших скоростей полёта резко ухудшились их взлётно-посадочные характеристики (ВПХ). Если для стратегических бомбардировщиков, действующих с хороших и подготовленных ВПП, это было не очень актуально, то для фронтовых самолётов превратилось в серьёзную проблему. В задании на разработку F-111 требовалось обеспечить ему хорошие ВПХ, а также возможность преодоления ПВО противника на малой высоте. Для решения этих задач американские конструкторы впервые в мире применили крыло с изменяемой геометрией. FB-111 отличался от исходного варианта удлинённым фюзеляжем и увеличенной площадью крыла. Но в 1969 году руководство США приняло решение строить новый полноценный стратегический бомбардировщик , так как дальность FB-111 составляла только 7000 км.
Советский аналог F-111 — фронтовой бомбардировщик Су-24 совершил первый полёт 17 января 1970 года. В результате схожих требований самолёты имеют одинаковую компоновку, однако на Су-24 основная силовая балка, к которой крепятся поворотные консоли крыла, была изготовлена из титана, что значительно улучшило прочностные характеристики самолёта. К тому же Су-24 оптимизирован для маловысотного полёта, поэтому в отличие от F-111 не имеет регулируемых воздухозаборников и внутреннего бомбоотсека. В результате Су-24 уступает F-111 в скорости на большой высоте, но имеет более простую конструкцию и способен лететь на малой высоте с большей скоростью благодаря большим возможным перегрузкам.
В отличие от США советское руководство не стало понижать высотность стоящих на вооружении бомбардировщиков и сосредоточило усилия на разработке новых многорежимных самолётов. 30 августа 1969 года совершил первый полёт советский многорежимный дальний бомбардировщик с крылом изменяемой стреловидности Ту-22М. Первоначально этот самолёт разрабатывался ОКБ Туполева в инициативном порядке как глубокая модернизация в целом неудачного самолёта Ту-22, но в результате новый самолёт практически не имел ничего с ним общего. Ту-22М обладает большой бомбовой нагрузкой в 24000 кг, сравнимой лишь с бомбовой нагрузкой B-52.
Американское руководство инициировало разработку нового многорежимного бомбардировщика для замены B-52 только в 1969 году. Бомбардировщик B-1A совершил первый полёт 23 декабря 1974 года в Палмдейл (США). Самолёт представлял собой низкоплан с крылом изменяемой геометрии и плавным сочленением крыла и фюзеляжа. Но в 1977 году после цикла лётных испытаний программа была остановлена: успехи в создании крылатых ракет, а также успешные исследовательские работы в области малозаметности (технологии Стелс), в очередной раз поставили под сомнение необходимость маловысотных самолётов прорыва ПВО. Разработка многорежимного бомбардировщика была возобновлена только в 1981 году, но уже в качестве промежуточного самолёта, до поступления на вооружение малозаметного стратегического бомбардировщика. Первый полёт обновлённый B-1B Lancer совершил 18 октября 1984 года, а серийные машины поступили на вооружение только в 1986. Таким образом B-1 стал самым «исследованным» самолётом, установив своеобразный рекорд: с момента начала проектирования в 1970 и до поступления на вооружение прошло 16 лет.
В 1970 году советское руководство в ответ на разработку бомбардировщика B-1 объявило о начале работ по новому стратегическому бомбардировщику. Из представленных на конкурс проектов наибольший интерес представлял Т-4МС ОКБ Сухого. Конструктор предлагал сделать его по схеме «летающее крыло» с поворотными консолями крыла и относительно небольшим вертикальным оперением. Благодаря такой схеме самолёт должен был иметь скорость в три раза выше скорости звука, большой внутренний объём для топлива и вооружений и маленькую ЭПР (эффективную площадь рассеивания). Но из-за перегружености ОКБ Сухого заказами все наработки по проекту постановили передать ОКБ Туполева. Туполев не стал использовать переданные материалы, а значительно переработал свой проект в соответствии с рекомендациями ЦАГИ. Новый стратегический бомбардировщик Ту-160 совершил первый полёт 18 декабря 1981 года. Он во многом похож на американский самолёт B-1B, что говорит об одинаковых подходах к проектированию самолётов по схожим заданиям. По первоначальным планам Ту-160 должен был стать массовой машиной — планировалось построить более 100 единиц.

### Малозаметные бомбардировщики
Совершенствование советских систем ПВО заставило руководство США искать новые способы повышения выживаемости самолётов в бою. Наиболее перспективным казался метод связанный со снижением их заметности. Первым малозаметным бомбардировщиком стал совершивший первый полёт 18 июня 1981 года самолёт F-117. При его разработке основным требованием было снижение всех демаскирующих факторов самолёта: радиолокационного отражения, излучения инфракрасных и звуковых волн, визуальной заметности. Для снижения радиолокационной заметности самолёт F-117 получил рубленые формы, которые плохо сказались на его аэродинамике.
17 июля 1989 года первый полёт совершил стратегический малозаметный бомбардировщик B-2, созданный по программе «Advanced Technology Bomber» (ATB). Самолёт построен по аэродинамической схеме «летающее крыло», которая позволяет достичь почти идеального равномерного рассеивания радиолокационных волн. Согласно первоначальным планам B-2 должен был осуществлять прорыв систем ПВО на больших и средних высотах, однако поступление на вооружение СССР новых ЗРК С-300, заставило изменить требования. Разработчикам пришлось изменить конструкцию самолёта для достижения длительного полёта на малой высоте, что привело к удорожанию программы. В результате стоимость одного самолёта стала составлять более 2 млрд долларов. САК США планировало закупить B-2 в количестве 20 единиц, сделав его основным ударным самолётом.

## Современность

### Стратегическая авиация
После окончания холодной войны большинство дорогостоящих программ по созданию стратегических бомбардировщиков были свёрнуты.
Всего до распада Советского Союза было построено 35 самолётов Ту-160, большая часть которых базировалась на территории Украины в Прилуках. В начале 1992 года серийное производство бомбардировщиков было остановлено, однако уже с середины 1992 года было возобновлено мелкосерийное производство самолётов Ту-160 для ВВС России. По состоянию на конец 2007 года у России было 16 машин данной модели (8 из них были переданы Украиной России в счёт долгов за поставку энергоносителей). Все самолёты, оставшиеся на Украине, были впоследствии уничтожены (один передан в музей авиации). На вооружении стратегической авиации России также состоят 60 стратегических ракетоносца Ту-95МС и 62 дальних бомбардировщиков Ту-22М.
В конце 2007 года ВВС России сформулировали требования к новому бомбардировщику дальней авиации (проект ПАК ДА). Самолёт будет создаваться КБ Туполева с использованием технологии «стелс». Первый полёт нового самолёта запланирован на 2015 год.
В 1990 году Министерство обороны США разработало новую программу создания новейших образцов военной техники, которая предусматривала строительство ограниченного числа экземпляров техники (например, для формирования одной эскадрильи). В результате производство B-2 после постройки 21 самолёта было прекращено. На декабрь 2008 года в ВВС США находились: 20 малозаметных бомбардировщиков B-2A, 66 сверхзвуковых бомбардировщиков B-1B и 76 дозвуковых B-52H.
25 января 2008 года компании «Боинг» и «Локхид» объявили о начале исследований по проекту нового стратегического бомбардировщика B-3 для замены B-52. Самолёт должен быть построен по технологии «стелс» и иметь сверхзвуковую скорость полёта. Официальные требования ВВС США к новому самолёту должны быть сформированы в 2009 году. Новый стратегический бомбардировщик должен поступить на вооружение в 2018 году.
Стратегической авиацией обладают также Китай, на вооружении которого находятся 120 дальних бомбардировщиков H-6 (Ту-16), и Франция, в которой стратегические задачи решают 64 истребителя-бомбардировщика Мираж 2000N.

### Тактическая авиация
В современной тактической авиации разница между тактическим (фронтовым) бомбардировщиком, истребителем-бомбардировщиком и штурмовиком порой сильно размыта. Множество боевых самолётов, предназначенных для ударов с воздуха, хотя и выглядят как истребители, имеют ограниченные возможности для ведения воздушного боя. Очевидно, что характеристики позволяющие самолёту эффективно наносить удары с малых высот, мало подходят истребителю для достижения превосходства в воздухе. В то же время многие истребители, несмотря на то, что создавались для ведения воздушного боя, используются и как бомбардировщики. Основными отличиями бомбардировщика пока остаются большая дальность действия и ограниченные возможности ведения воздушного боя. Современные маловысотные тактические бомбардировщики (например Су-34) также значительно превосходят истребители по броневой защищенности. В ВВС технологически развитых стран задачи тактических бомбардировщиков, как правило, выполняют многоцелевые истребители (истребители-бомбардировщики). Так, в США последний специализированный тактический бомбардировщик F-117 был снят с вооружения 22 апреля 2008 года. Бомбардировочные задачи в ВВС США выполняют истребители-бомбардировщики F-15E и F-16, а в ВМС — палубные истребители-бомбардировщики F/A-18.
Особняком в этом ряду стоит Россия, в которой на вооружении стоят тактические бомбардировщики Су-24 и теперь сменяющие их Су-34.

### Стратегическая авиация театра военных действий
Так называемые дальние бомбардировщики Ту-22М, предназначенные главным образом для уничтожения авианосных эскадр и стратегических целей в континентальной и океанской зонах то есть на театре военных действий. Ту-22М занимает промежуточную тактико-стратегическую нишу между межконтинентальными стратегическими и тактическими бомбардировщиками. По этой причине класс боевых самолетов, образуемый Ту-22М также нередко называют промежуточным. Как и любой стратегический бомбардировщик, Ту-22М способен нести довольно тяжёлую бомбовую нагрузку, хотя меньшую чем у межконтинентального бомбардировщика, и может нести те же крылатые ракеты большой дальности, что и Ту-160 или Ту-95, правда в меньшем количестве.

## Классификация бомбардировщиков
- Стратегический бомбардировщик — бомбардировщик, основное предназначение которого — поражение стратегических целей на территории противника, например, складов, мостов, заводов, портов и т. д. В глобальной ядерной войне могут применяться для нанесения ударов оружием массового поражения по крупным населённым пунктам противника. В настоящее время стратегические бомбардировщики вооружены атомными бомбами, корректируемыми авиабомбами и крылатыми ракетами дальнего действия, в том числе оснащенными ядерными боевыми частями. Они имеют большой радиус действия и способны поражать цели практически в любой точке мира (см. Ту-160). В настоящее время самолётами данного типа располагают только Китай (H-6 — копия советского Ту-16), Россия (Ту-160, Ту-95МС, Ту-22M3) и США (B-52, B-1B, B-2).
- Тактический (фронтовой) бомбардиро́вщик — бомбардировщик, обладающий меньшим радиусом действия, предназначенный для нанесения ударов в оперативном тылу противника. В настоящее время любой боевой самолёт, способный применять бомбовое и ракетное вооружение, и не спроектированный изначально как тактический бомбардировщик, можно отнести к этой категории. Специализированными тактическими (фронтовыми) бомбардировщиками являются российские Су-24 и Су-34.
- Штурмовик (самолёт непосредственной поддержки) — самолёт, специально спроектированный для непосредственной поддержки войск на поле боя. Основными целями штурмовика являются танки, колонны снабжения, скопления войск. Как правило, штурмовики обладают бронированием, что делает их довольно живучими в зоне поражения зенитной артиллерии. Примеры самолётов данного класса: Ил-2, Ил-10, Су-25, Су-39, A-10.
- Истребитель-бомбардировщик — боевой самолёт, способный после удара по наземной цели вести воздушный бой. К истребителям-бомбардировщикам относятся: P-47, Су-7, F-105. В настоящее время практически вытеснен многоцелевыми истребителями, которые в состоянии одинаково эффективно вести воздушный бой и поражать разнообразные наземные цели. На вооружении многоцелевых истребителей находятся ракеты «воздух-воздух» и «воздух-земля», противорадиолокационные ракеты, корректируемые и свободнопадающие авиабомбы, неуправляемые ракеты. Некоторые многоцелевые истребители являются носителями тактического ядерного оружия (Mirage 2000N). Многоцелевыми истребителями можно назвать: Су-30, F-15E, F/A-18.

Исторические разновидности:
- Пикирующий бомбардировщик — бомбардировщик, способный наносить удары свободнопадающими бомбами из крутого пикирования. В эпоху отсутствия корректируемых авиабомб, управляемых ракет и средств компьютерного точного бомбометания, такой прием бомбометания позволял поражать малоразмерные (точечные) цели (танки, корабли, мосты) с высокой точностью. Примеры: Ju-87, Aichi D3A «Val», Douglas SBD Dauntless, Curtiss SB2C Helldiver, Пе-2.
- Ночной бомбардировщик — специализированный бомбардировщик, предназначенный для действий против противника в ночное время. В частности во время Второй мировой войны ночные бомбардировщики особенно часто применялись в качестве высокоточного оружия (У-2ЛНБ). Существовал как отдельный подвид бомбардировщиков до появления систем «слепого» бомбометания, позволявших производить прицельное бомбометание в условиях нулевой или околонулевой видимости.
- Тяжёлый бомбардировщик — как правило, тяжёлыми бомбардировщиками именовались четырёхмоторные бомбардировщики и другие бомбардировщики с количеством двигателей, превышавшим 3, реже 2.
- Средний бомбардировщик — такой подвид самолётов существовал в союзнических странах, занимал промежуточное звено между тяжёлыми и лёгкими бомбардировщиками.
- Лёгкий бомбардировщик — такой подвид самолётов существовал в союзнических странах, включал в себя одномоторные и двухмоторные самолёты.
- Скоростной бомбардировщик — бомбардировщик, предназначенный для нанесения внезапных ударов с подскока или с применением другой тактики скрытного приближения к объекту бомбометания.
- Дальний бомбардировщик — бомбардировщик, предназначенный для совершения дальних бомбардировочных вылетов, авианалётов на глубокий тыл противника в противовес фронтовым бомбардировщикам, предназначенным для действий на переднем крае.

## Особенности конструкции
Бомбардировщик — это в первую очередь машина для войны, соответственно она имеет атрибуты, присущие военным самолётам, а именно средства обороны и средства нападения. В качестве средств обороны выступают активные и пассивные средства защиты:
Активные средства защиты — это как правило средства, приводящие к физическому поражению атакующего или потенциально опасного объекта на земле или в воздухе. Долгое время основными средствами обороны являлось стрелково-пушечное вооружение (СПВ) самолёта, которое может включать как непосредственно подвижные и неподвижные установки вооружения, так и системы и оборудования для их управления и применения, включая радиолокационные станции обзора пространства, вычислительные средства, а также множество вспомогательных систем, так или иначе связанных с применением стрелково-пушечного вооружения. СПВ самолёта-бомбардировщика может быть сведено в комплекс с централизованным управлением, для более эффективного применения.
Пассивные средства защиты предусматривают ряд мер, направленных на своевременное обнаружение угрозы нападения по характерным демаскирующим признакам и предотвращение либо срыв атаки противника средствами нелетального воздействия, как правило, путём постановки различного типа помех радиолокационным, радиотехническим или иным системам обнаружения и наведения. Для выполнения этих функций на борт самолёта устанавливают различные технические системы обнаружения и классификации угрозы, а также средства непосредственного воздействия на системы противника — обычно это станции радиоэлектронных помех и какие-либо устройства помех инфракрасного диапазона. В более современном варианте бортовые пассивные средства защиты сведены в бортовой комплекс обороны (БКО) под централизованным управлением бортовых вычислителей, что обеспечивает большую оперативность и быстродействие реакции на противодействие угрозы, чем человеком-оператором. В ряде случаев электронные средства противодействия являются средством обороны более эффективными и менее громоздкими, чем бортовые системы СПВ.
Для выполнения ударных функций самолёт-бомбардировщик (а в более современной интерпретации он называется — самолёт-носитель, так как помимо непосредственно бомбового вооружения (БВ) он нередко может нести другие более сложные виды вооружения, нежели авиабомбы) оборудован средствами поиска цели, её определения и классификации, различными системами наведения на цель и системами непосредственного применения ударного вооружения. Под ударным вооружение понимаются различные сбрасываемые боеприпасы — свободного падения, корректируемые и управляемые, а также боеприпасы узкоспециального применения, например морские мины, ракето-торпеды, различные контейнеры, беспилотные летательные аппараты и мн. др. — номенклатура авиационных средств поражения (АСП) чрезвычайно многообразна и многогранна. Несколько особняком выступает управляемое ракетное оружие (УРО) класса воздух-поверхность и его многочисленные варианты.
К основным особенностям типовой конструкции бомбардировщика относятся:
- наличие на борту устройств для подвески вооружения в виде кассетных, балочных, мостовых, ящичных держателей и различных кассет для подвески грузов. Подвеска условно делится на внутреннюю и внешнюю. В первом случае в конструкции самолёта предусмотрен внутренний отсек для вооружения (бомбовый отсек, в современной терминологии — грузовой отсек), что не нарушает аэродинамику самолёта. Во втором случае боеприпасы подвешиваются на узлы внешней подвески снаружи планера самолёта и заметно ухудшают аэродинамику, что накладывает определённые ограничения на лётно-технические характеристика самолёта-носителя. Подвеска боеприпасов выполняется специально обученными и допущенными к такой работе специалистами с помощью различных приспособлений и подъёмно-такелажного оборудования. Кассеты, как правило, снаряжаются соответствующими заданию на полёт суббоеприпасами заблаговременно на земле и подвешиваются на борт уже в готовом к применению состоянии.
- как правило, большой объём баков для размещения топлива, масса которого может доходить до 40—60 % взлётной массы самолёта. С целью более гибкого применения самолёта целесообразно ситуации большинство бомбардировщиков при недозаправке топливом могут принять значительно большее количество боеприпасов, иногда в несколько раз больше нормальной бомбовой загрузки.
- довольно значительные по размерам кабины экипажа, иногда доходящего до 10 человек и более: (пилотов, штурманов, различных операторов, стрелков, бортового инженера) или бортового техника.

Для планера современного бомбардировщика, как правило, характерно достаточно высокое аэродинамическое качество, необходимое для достижения большой дальности полёта. Для увеличения радиуса действия и массы полезного груза бомбардировщики могут быть оснащены системой дозаправки в воздухе. Как правило, имеют многодвигательные силовые установки.

## Обозначение
В большинстве стран для обозначения бомбардировщиков применяются те же правила, что и для других военных самолётов. Так в Великобритании используют собственное имя и номер модификации, например, «Виктор». В России: код фирмы-разработчика, номер и буквенный код модификации, например, Ту-95МС. В отдельных случаях для обозначения бомбардировочной модификации самолёта используют литеру «Б» в буквенном коде модификации, например, МиГ-23Б.
В США, как правило, бомбардировщики обозначаются литерой «B» (от англ. Bomber), например, B-52, FB-111. Для бомбардировщиков, предназначенных для непосредственной поддержки войск, часто применяется литера «A» (от англ. Attacker), например, A-20, A-26.